# Tsezar Lvovitch Kounikov
Cet article concerne l'officier de la Seconde Guerre mondiale. Pour le navire russe, voir Tsezar Kounikov (158).
Tsezar Lvovitch Kounikov (russe : Це́зарь Льво́вич Ку́ников) (23 juin 1909 - 14 février 1943) est un officier de l'infanterie navale soviétique. Il servit comme commandant d'une équipe de débarquement qui a capturé la tête de pont de Malaïa Zemlia pendant la Seconde Guerre mondiale, au cours de laquelle il fut titré héros de l'Union soviétique.

## Biographie
Il fut mortellement blessé au cours de la bataille et nommé à titre posthume Héros de l'Union soviétique pour ses actions héroïques.

## Commémoration
- Tsezar Kounikov – un navire de débarquement de la classe Ropoucha de la marine russe. Il est coulé par l'Ukraine le jour du 81e anniversaire de la mort de Tsezar Kounikov.
- (2280) Kounikov – un astéroïde.